# Wilhelm von Boldensele
Wilhelm von Boldensele, eigentlich Otto de Nyenhusen, († um 1339 in Köln) war der Verfasser des Liber de quibusdam ultramarinis partibus et praecipue de Terra sancta, eines im Mittelalter weit verbreiteten Reiseberichts.

## Leben
Otto von Nyenhausen wurde als Sohn des Stiftsministerialen Johannes von Nyenhausen (vermutlich Neuenhausen bei Bremerhaven), der in den Diensten des Bremer Erzbischofs stand, und einer adeligen Dame aus dem Lüneburger Geschlecht von Boldensele geboren.
Otto kam in das Dominikanerkloster St. Paul in Minden, verließ es aber 1330 auf eigenen Wunsch und führte fortan den Namen Wilhelm von Boldensele. Er reiste nach Avignon, wo er von der Kurie die Absolution für seinen eigenmächtigen Ordensaustritt erhielt.
1332 begann er über den Hafen von Noli eine Pilgerfahrt nach Palästina, die ihn unter anderem nach Ägypten und in das Katharinenkloster auf dem Berg Sinai führte. Die Beweggründe für den Aufbruch und genauen Umstände der Reise sind noch ungeklärt. Gleichwohl wurde er 1335 am Heiligen Grab in Jerusalem zum Grabesritter geschlagen.
Nach seiner Rückkehr hielt er sich 1336 in Königsaal bei dem Abt Peter von Zittau auf. Von dort aus reiste er 1337 wieder nach Avignon. Dort traf er den Kardinal Elias Talleyrand, für den er einen Bericht über seine Reise verfasste. Nachdem er diesen im September 1337 abgeschlossen hatte, fasste er vermutlich den Beschluss, nach Königsaal zurückzukehren und in den dortigen Konvent einzutreten. Er verstarb allerdings 1339 in Köln.

## Reisebericht
Der Bericht Liber de quibusdam ultramarinis partibus et praecipue de Terra sancta entstand 1337 auf Anregung des Elias Talleyrand in Avignon. Wilhelm von Boldensele berichtet hauptsächlich von markanten Bauwerken und verzichtet auf in dieser Epoche typische Fabelgeschichten.

## Rezeption
Der Reisebericht wurde 1351 ins Französische übersetzt. Ende des 14. Jahrhunderts folgte eine Übersetzung ins Deutsche, genauer ins Ripuarische.
Neben Ludolf von Sudheim wurde Jean de Mandeville von diesem Reisebericht beeinflusst.